# Cimetière d'Uniejów
Cimetière d'Uniejow
Il se trouve dans la commune d'Uniejow rue Dąbska (ul. Dąbska) en Pologne.
Le cimetière fut construit au XIXe siècle.
Il fut vandalisé lors de la Seconde Guerre mondiale.